# وادي الغرين
وادي الغرين هو واد في تهامة بلاد بلقرن يسيل من السراة باتجاه الغرب حتى يلتقي مع وادي الجفن عند قرية البراق ثم ينعطف جنوباً معه حتى يرفدا وادي يبة عند قرن الماء، وعليه عدة قرى لبلحارث وبني رزق من بلقرن.